# Steve Davis (giocatore di football americano)
Steven Timothy Davis (Lexington, 10 novembre 1948) è un ex giocatore di football americano statunitense che ha militato nel ruolo di running back nella National Football League (NFL).

## Carriera
Davis fu scelto nel corso del terzo giro (70º assoluto) del Draft NFL 1972 dai Pittsburgh Steelers. Vi giocò per tre stagioni come riserva di Franco Harris, vincendo il Super Bowl IX nel 1974 contro i Minnesota Vikings. Chiuse la carriera disputando due annate con i New York Jets nel 1975 e 1976.

## Palmarès
- Super Bowl : 1

Pittsburgh Steelers: IX
- American Football Conference Championship: 1

Pittsburgh Steelers: 1974